# Apsidnica
Apsídnica ali apsídna čŕta je v astrodinamiki namišljena daljica, ki jo določa vektor izsrednosti tira nebesnega telesa. Strogo je določena za eliptične, parabolične in hiperbolične tire. Za eliptične tire predstavlja premico med apsidnima točkama, periapsido in apoapsido. Imenuje se tudi velika os. Za parabolične in hiperbolične tire pa predstavlja daljico med periapsido in goriščem.
Za krožne tire apsidnica ni določena, saj je izsrednost tira enaka nič. Ker je potrebna za definicijo prave anomalije, se po navadi privzame poljubno, na primer kot daljica, ki kaže proti pomladišču.
Obseg tira pri Zemlji je 939.200.000 kilometrov, dolžina velike osi elipse znaša 299 milijonov kilometrov, manjša os pa je samo za 42.000 kilometrov krajša. Apsidnica je povezovalna črta v ravnini ekliptike med prisončjem, ki je Soncu najbližja točka na Zemljini poti, ter med odsončjem, ki leži najdlje od Sonca glede na Zemljino pot. Sonce se sicer nahaja na apsidnici, a ne točno na njeni sredini. Oddaljenost Sonca od središča apsidnice, znaša 2.504.000 kilometrov. Elipsa Zemljinega tira je precej podobna krožnici, saj je njena izsrednost z vrednostjo 0,0167491 majhna.